# Racem
Racemul  face parte din categoria inflorescențelor simple monopodiale. Caracteristica acestui tip de inflorescență este prezența unei axe principale, de pe care se formează, altern, flori. Aceste flori sunt pedicelate, iar pedicelul fiecărei flori se dezvoltă în axila unei bractee. Pedicelele sunt aproape de aceeași mărime. Astfel de inflorescențe (inflorescențe racemoase) întâlnim la Lupinus sp., Capsella bursa-pastorius, Convallaria majalis, Robinia pseudacacia, etc.

## Galerie

Racem
Racem

## Legături externe
- „Racem” la DEX online